# Paloma Fabrykant
Paloma Fabrykant (sinh ngày 7 tháng 12 năm 1981) là một nữ võ sĩ và nhà báo người Argentina, có trụ sở tại Buenos Aires, Argentina.

## Tiểu sử
Fabrykant đến từ Buenos Aires, cô là con gái của tác giả nổi tiếng người Argentina Ana María Shua và nhiếp ảnh gia Silvio Fabrykant. Trong khi tham dự Colegio Nacional de Buenos Aires, Paloma Fabrykant bắt đầu được đào tạo về võ thuật ở 13 môn judo và aikido, cô bắt đầu sự nghiệp của mình với tư cách là một nhà văn chuyên nghiệp, xuất bản hai cuốn sách đầu tiên của mình trước tuổi thiếu niên (Những điều tôi ghét, Ed. mẹ của một cô con gái vị thành niên, được viết bởi một cô con gái tuổi teen, Ed. Planeta, 2001).
Tài năng viết văn ban đầu của cô đã đưa cô đến với báo chí, và trong khi còn đang học tại Khoa Thư và Triết học của Đại học Buenos Aires, cô đã viết cho báo Clarin. Ở tuổi hai mươi, cô đã có cột báo riêng thường xuyên của mình ở Live, tạp chí chủ nhật của cùng một tờ báo, và phát hiện ra karate và nghệ thuật là tình yêu lớn nhất của cô kể từ đó. Nhưng cô đã không đoàn kết hai niềm đam mê này: báo chí và võ thuật. Đó là sau đó cô gặp kickboxer Jorge Acero Cali và bắt đầu làm việc như trưởng bộ phận báo chí của anh. Khi khách hàng của cô đã đạt được danh tiếng, Fabrykant đã viết cho các ấn phẩm truyền thông khác nhau như (Clarin, Pagina 12, Télam), một hình thức đối kháng mới đang phát triển với tốc độ nhanh chóng, đe dọa sự cai trị của kickboxing giữa các môn thể thao chiến đấu.